# Banda Kakana
Banda Kakana é uma banda  moçambicana de Maputo. Sua música trafega entre os estilos Afro Rock, Afro Jazz e World Music, com influências da Marrabenta. 
Foi formada em 2004, por iniciativa da cantora Yolanda Chicane e do guitarrista Jimmy Gwaza.. A dupla compõe canções em changana, emacua, chope, português e inglês.

## Integrantes
- Yolanda Chicane (voz)
- Jimmy Gwaza (guitarra)
- Realdo (baixo)
- Jivass (piano)
- Figaz (teclados)
- Quinzinho (bateria)

## Discografia
- 2013 - Serenata
- 2017 - Juntos

## Prêmios
- Melhor voz (Top Ngoma 2007,2010,2012)
- Revelação (Top Ngoma 2007)
- Prémio fusão (Top Ngoma 2010)
- Melhor banda (Top Ngoma 2009)
- Prémio fusão (Mozambique Music Awards – MMA 2010)[5]

## Ligações Externas
- banda Kakana no Facebook